# 交響曲第5番 (ショスタコーヴィチ)
交響曲第5番 ニ短調 作品47は、ソ連の作曲家、ドミートリイ・ショスタコーヴィチが1937年に作曲した交響曲である。

## 概要
第2番や第3番のような単一楽章形式で声楽を含む新古典風の交響曲や、マーラーの交響曲を意識した巨大で複雑な第4番を経て、第5番では交響曲の伝統的な形式へと回帰した。声楽を含まない純器楽による編成で、4楽章による古典的な構成となっている。ショスタコーヴィチの作品の中でも、特に著名なものの一つである。

## 作曲の経緯
1936年、スターリンの意向を受けたソビエト共産党の機関紙「プラウダ」が、ショスタコーヴィチのオペラ『ムツェンスク郡のマクベス夫人』を「音楽のかわりに荒唐無稽」、バレエ音楽『明るい小川』を「バレエの嘘」と激しく批判する（プラウダ批判）。当時のソ連の社会状況を考えれば、これは単なる芸術作品の批評にとどまることなく、最終的に作曲者のショスタコーヴィチ自身を「体制への反逆者」として貶めることへまでつながっていった。
かつて「モーツァルトの再来」とたたえられたショスタコーヴィチも、この批判によってソ連における基盤は微妙なものとなった。これにより、当時精力的に作曲をしていた交響曲第4番も、作曲者自身の意志で初演を直前に取りやめざるをえない状況になった。またこの時期、スターリンの大粛清によってショスタコーヴィチの友人・親類たちが次々に逮捕・処刑されていった。このような厳しい状況に晒される中、ショスタコーヴィチにとっては次の作品での名誉回復が重要であったことは明らかだったと見られている。その作品の一つが、この交響曲第5番であるとされる。なお、近年の研究では、名誉回復のためというよりも、当時のソ連の不安な社会情勢がこの新しい交響曲を書こうという刺激を与えていたのではないかとの説もある。
交響曲第5番は、第4番などに見られるような先進的で前衛的な複雑な音楽とは一線を画し、古典的な単純明瞭な構成が特徴となっている。この交響曲第5番は革命20周年という「記念すべき」年に初演され、これは熱烈な歓迎を受けた。ソ連作家同盟議長アレクセイ・トルストイによって「社会主義リアリズム」のもっとも高尚な理想を示す好例として絶賛され、やがて国内外で同様に評価されていったため、交響曲第5番の発表以後徐々に、ショスタコーヴィチは名誉を回復していくこととなる。
この交響曲を通じてショスタコーヴィチが何を表現したかったのかについては、自身のものも含めてさまざまな資料や発言が残されてはいるものの、その真意についてはさまざまな議論がある。このため多種多様な解釈が存在し、またそれは演奏にも大きく反映され、楽観的な演奏から悲劇的なものまで、さまざまな演奏がある。

## 副題について
日本（および韓国、中国）ではこの作品の副題を「革命」としている場合があるが、ショスタコーヴィチ自身はそのような命名は行っておらず、欧米のコンサートでもベートーヴェンの交響曲第5番における「運命」と同様にこの副題を見ることはない。
ソ連と欧米諸国では、ショスタコーヴィチ自身がモスクワ初演の数日前に発表した『私の創造的回答』という文の中で、この交響曲についての「正当な批判に対する一人のソビエト芸術家の実際的かつ創造的な回答である」というある批評が「私を喜ばせた」と表明したことから、副題はないが「正当な批判に対する、ある芸術家の創造的回答」が非公式な副題のようなものとして浸透し、この副題はソ連よりもむしろ西側諸国でより喧伝されたという。

## 初演
1937年11月21日　レニングラード（現サンクトペテルブルク）にて。エフゲニー・ムラヴィンスキー指揮、レニングラード・フィルハーモニー管弦楽団。初演は大成功で、今日における人気の基礎となっている。

### 初演時のエピソード
リハーサルでムラヴィンスキーとショスタコーヴィチは初めて顔を合わせたが、ムラヴィンスキーの質問に対して作曲者は何も答えず、双方とも険悪な雰囲気であった。困惑したムラヴィンスキーはわざと無茶苦茶なテンポで曲を演奏し、ショスタコーヴィチに「そうじゃない！」と言わせることに成功した。これ以降、両者の意思伝達が進み、いつしか仲良く協力し合うようになった。リハーサルが進むにつれ評判が上がり、初演時には満員となっていた。
フィナーレの途中から興奮した観客が自然に立ち上がり、終わると猛烈なスタンディングオベーションとなり、
「荒れ狂ったような喝采を可哀想なミーシャ（ショスタコーヴィチ）を陥れたすべての迫害に対するデモンストレーションのような喝采を送った。みな、同じフレーズを繰り返した。『（プレッシャーに）答えた。立派に答えた。』ショスタコーヴィッチは下唇を噛みながら舞台に現れたが、泣いているかのようであった」（シャポーリン夫人）
と証言のような騒ぎとなった。かえって体制への抗議活動と見なされることを恐れた関係者の機転で、作曲者は裏口から脱出したが、体制側はこの作品を歓迎し、ソ連作家同盟議長アレクセイ・トルストイの論文で絶賛された。
初演直後、ショスタコーヴィチ本人は、友人の指揮者ボリス・ハイキンに「フィナーレを長調のフォルテシモにしたからよかった。もし、短調のピアニッシモだったらどうなっていたか。考えただけでも面白いね」と皮肉っぽいコメントを残している。

## 曲の構成
古典的な4楽章構成による。ただし第1楽章は通常のアレグロではなく、モデラートと指定されており、緩－急－緩－急ともとれる配置になっている。演奏時間は約45分。

### 第1楽章
Moderato - Allegro non troppo　4分の4拍子　ソナタ形式　ニ短調
第1主題部
はじめ、弦楽器により主題がカノンによって提示される。さらに、つづけて副次的な主題がヴァイオリンによって奏される。その後主題が発展していき、静かに第2主題部に入る。
第2主題部
弦楽器の静かな刻みにのせられて、ヴァイオリンが静かに第2主題を奏する。変ホ短調で始まるが、めまぐるしく調性が変わるため、特定の調を感じ取らせず、無調に聞こえる。この第2主題とその再現部にはビゼーの『カルメン』から「ハバネラ」の旋律が引用されていることは早くから指摘されていた。
展開部
ピアノが登場するところからが展開部である。ピアノのリズムの上にホルンが第1主題部の副主題を奏する。これを合図に本格的にこの主題が展開されてゆき、やがてクライマックスに達し、主題はトランペットによって行進曲風に変奏される。そのあとに低音の楽器によって第1主題が奏され、これはさらに木管楽器と弦楽器に受け継がれる。同時に、金管楽器は第2主題を奏する。そのままテンションがどんどん高まり、クライマックスに達すると事実上の「アレグロ」のまま再現部に突入する。
再現部
第1主題とその副主題の再現は提示部と異なって短く、すぐに第2主題の再現に移る。第2主題部はニ長調であるが、提示部と異なりかなり調性が感じ取りやすい。次第に静まってゆき、コーダに入る。
コーダ
フルート、ピッコロ、ヴァイオリンのソロが第1主題の変奏を静かに奏して、チェレスタの半音階で終わる。

### 第2楽章
Allegretto　スケルツォ　4分の3拍子　複合三部形式　イ短調
主題部は第1楽章の第1主題の変形である。トリオは前作と同じマーラー風のレントラーである。全体的には初期の軽妙さがぬけて、古典風にまとまった感のあるスケルツォとなっている。この楽章にも『カルメン』からの引用がある。冒頭の主題も『カルメン』の「ハバネラ」と“トランペットとトロンボーンのファンファーレ”、figure53の『カルメン』の523小節のオーボエの主題など、figure165『カルメン』第1幕9場「Tra la la la la la la la　わたしの秘密は自分で守る ちゃんと自分で守るさ」、figure54直後のホルン群が鳴った後のソロなどである。

### 第3楽章
Largo　緩徐楽章　4分の4拍子　三つの主題の変奏を中心とする形式　嬰ヘ短調
後述するように通常5部に分かれる弦楽器群が8部に分けられており、金管楽器は登場しない。第1楽章に由来する主題が登場する他、オーボエによって提示される第3主題はマーラーの『大地の歌』を思わせ、その後弦楽がロシア正教のパニヒダをほのめかすなど、死と哀悼が暗示される。終始悲痛な響きに満ち、初演時には聴衆がすすり泣いていたといわれている。3日間でこの部分は完成されたとされる。

### 第4楽章
Allegro non troppo　4分の4拍子　特殊な構成（三部形式に近い）　ニ短調 - ニ長調
冒頭、木管楽器のトリルとティンパニのトレモロを主体にしたクレッシェンドに続き、ティンパニの叩く行進曲調のリズムの上で金管楽器が印象的な主題を奏する。テンポが頻繁に変化する強奏部分に続き、弱音主体の瞑想的な展開が行われる。ハープの印象的な動きから主調に回帰し、小太鼓のリズムに乗って弱音で冒頭主題が回想される。この主題と弱音部に現れた動機を用いながら徐々に膨れ上がっていき、シンバルやトライアングル、スネア、ティンパニなど各種打楽器も加わり、ニ長調に転じた後、ティンパニとバスドラムが叩くリズムの上で全楽器がニ音を強奏して終結する。
しばしば、この楽章をどのように解釈するかが演奏上の問題となる（第4楽章のテンポを参照）。この楽章の冒頭にも『カルメン』から「ジプシーの歌」の引用をはじめとしてfigure14、523小節には「ハバネラ」と“トランペットとトロンボーンのファンファーレ”、figure119にはセギディーリャ（3拍子のスペイン舞踊）とデュエットの引用がある。「これは非常に多くの異なった心理的なレベルで音楽の作品を作るショスタコーヴィチの才覚を明らかにする。」
また、直前に作曲された『A・プーシキンの詩による四つの歌曲』の第1曲「復活」の引用が見られる。虐げられた芸術の真価が時と共に蘇るという詩の内容は、そのままスターリン圧政下の作曲者に二重写しとなる。冒頭のはじめの4音に A-D-E-F というこの歌曲の最初の4節冒頭の音を置いてこの詩を暗示し、コーダ近くのハープをともなう旋律は「かくて苦しみぬいた私の魂から 数々の迷いが消えて行き はじめのころの清らかな日々の幻想が 心の内に湧き上がる」（小林久枝訳）の伴奏部の引用である。「おそらく作曲家は、このシンフォニーによって彼の立場を回復することが失敗した場合に、自分の秘密の信号がいつか将来的に解読されることを望んだ。」

## 楽器編成
声楽を含まない純器楽編成である。
- 木管楽器
  - ピッコロ1、フルート2、オーボエ2、小クラリネット1、クラリネット2、ファゴット2、コントラファゴット1
- 金管楽器
  - ホルン4、トランペット3、トロンボーン3、チューバ1
- 打楽器
  - ティンパニ、トライアングル、シンバル、スネアドラム、バスドラム、タムタム、グロッケンシュピール、シロフォン
- その他
  - ピアノ・チェレスタ（一人の奏者が兼ねる）、ハープ2（常にユニゾン）
- 弦楽器
  - 第1ヴァイオリン、第2ヴァイオリン、ヴィオラ、チェロ、コントラバス

なお、第3楽章では弦楽器は以下のように分割される。
- 第1ヴァイオリン、第2ヴァイオリン、第3ヴァイオリン
- 第1ヴィオラ、第2ヴィオラ
- 第1チェロ、第2チェロ
- コントラバス

## 第4楽章のテンポ

### コーダ
第4楽章のコーダの部分、練習番号131番（324小節）からの指定テンポについて、版によって指示が大きく異なっている。
印刷楽譜の初版（モスクワ・レニングラード、1939年）は、「四分音符＝188」という速いテンポ（メトロノーム記号）が記載されていた。ソ連の国家音楽出版社Muzgizは1947年にスコア再版を出版したが、これには「八分音符＝184」（「四分音符＝92」）と指定しており、「初版の印刷譜の速度指定は校正ミスである」と明示していた。西側の楽譜ではオイレンブルク版（1961年）がこれによって「八分音符＝184」としていた。しかし、ショスタコーヴィチ全集3巻（モスクワ、1980年）の編集者はこの1947年版を考慮せず、初版の速度指定を踏襲した。シコルスキー版、ブージー版など西側で流布しているスコアの多くは1947年の再版を参考とせず、初版によって「四分音符＝188」としている。
作曲者の息子で指揮者のマクシム・ショスタコーヴィチは「リハーサルナンバー131、『八分音符＝184』：これは多くのスコアがそうであるように、『四分音符＝184』ではない。」とスコア再版の指示が正しい、と語っている 。またマイケル・スタインバーグは、「八分音符＝184」（4分音符＝92）を「四分音符＝184」とする根拠はないと指摘していた。しかし作曲者の自筆譜が失われてしまっていたことや、出版された楽譜をよりどころにするほかなかった西側の指揮者の演奏は、バーンスタインなどのようにコーダを速いテンポで演奏している例が多かった。マイケル・スタインバーグは、「巨匠といわれる指揮者の大部分は」これらの間の（テンポ）で全くランダムに指揮しているようだ。 」と指摘していた。
1998年になって音楽評論家の金子建志が、ムラヴィンスキーが初演の際に用いていた手書き譜を研究した結果を発表した。これはショスタコーヴィチの自筆譜を写譜師が浄書したもので、自筆譜が失われている今、この浄書譜の資料的価値は非常に高いと考えられる。ムラヴィンスキーは残した録音などでも、初演直後から晩年まで第4楽章のコーダを再版スコアの指示に近いテンポで演奏しているのだが、この浄書譜は当該部分の指定テンポとして「四分音符＝88」と書かれており、ムラヴィンスキーの解釈が「作曲者の指定」であった可能性が高いことが裏付けられた。
なお、金子は多くの印刷楽譜の「四分音符＝188」というテンポについて、そもそも機械式メトロノームに188という数字が無いことから、 =88を誤植した可能性が高いとしている。このようなメトロノーム記号の誤植と思われる例は、交響曲第10番第2楽章にも存在する。

### 冒頭
第4楽章冒頭のテンポは「四分音符＝88」となっている、コーダのテンポの解釈と合わせるためなどから、この箇所のテンポ設定について様々な意見の混乱があった。ムラヴィンスキーが初演に用いた上記の浄書譜にも第4楽章冒頭に「四分音符＝88」と書かれてあり、これについて金子建志は「この数字は、筆者の知る限り、全ての出版譜に共通しているので、資料的な問題はない」と述べている。ただし、ムラヴィンスキー本人は初演直後の1938年の録音では四分音符＝88に近いテンポで演奏しているものの、後にはこの冒頭部分をかなり速いテンポで演奏するようになり、この解釈は他の指揮者にも影響を与えた。これに対し、冒頭部分を楽譜の指示通りのゆっくりしたテンポで演奏している例としては、インバル盤などがある。
なお、ムラヴィンスキーが用いた浄書譜では、元々メトロノームの数字が書かれていたのは第4楽章の冒頭とコーダのみで、その他のメトロノームの数字は後から青インクまたは青鉛筆で書き加えられており、これらはムラヴィンスキーとショスタコーヴィチが初演に向けてのリハーサルにおいて議論していった結果書き加えられた数字であると考えられ、これらの数字は印刷譜に採用された。ムラヴィンスキーは初演に際し、「テンポの記載ないスコアを渡されたが、テンポはすぐに確定され、そのスコアに記載され、印刷スコアにも反映されたが、今録音された演奏を印刷スコアでチェックすると、多くの演奏で、交響曲第5番のスコアのメトロノーム記号が間違ってきていることがわかる。それにこの交響曲それ自体は長い間に、初演時に書き入れたものと本質的に変容し違うテンポのものとなっている。」と述べ、「ちなみに、スコアのこれらの誤ったテンポの記載は、まさにトスカニーニが望んでいた交響曲第5番の演奏を拒むためであったと推察する。明らかに、彼は、それらのテンポの記載に同意しないが、同時に、それらを正式なものと思い、あえてはずさないからである。」と語っていた。

## ロー・カルチャーとの関連
- 部長刑事 （朝日放送で制作、放送されていた日本のテレビドラマ。本曲の第4楽章の冒頭部分がオープニングテーマとして30年以上使われていた。）
- 結婚できない男（2006年放送、関西テレビ制作。第1話と第2話の作中で第4楽章の冒頭部を使用）
- 銀河英雄伝説（OVA第3期、回廊の戦い前哨戦で第4楽章、OVA4期シヴァ星域の会戦で第1楽章その他、会戦終結時に第4楽章末尾を使用）